# Robert Craft
Robert Lawson Craft (Kingston, Nueva York 20 de octubre de 1923 - Gulf Stream, Florida 10 de noviembre de 2015), fue un director de orquesta estadounidense y escritor sobre música. Era muy conocido por su estrecha y fructífera amistad con el entonces mayor y más distinguido compositor Igor Stravinsky, una relación que resultó en una cantidad de grabaciones y libros.